# Lester Morgan
Léster Morgan, parfois orthographié Lester Morgan né le 2 mai 1976 et mort par suicide le 1er novembre 2002, était un footballeur costaricien.
Aligné à six reprises avec la sélection costaricienne, le portier est un des modèles de Keylor Navas, le gardien le plus capé de l'histoire de la sélection.